# Nyctalus montanus
Nyctalus montanus — вид рукокрилих родини Лиликові (Vespertilionidae).

## Поширення, поведінка
Країни проживання: Афганістан, Індія, Непал. Він був записаний у висотному діапазоні від 680 до 1692 м над рівнем моря. Цей вид мешкає в прибережних місцях проживання і посушливих рівнинах з багатим підліском в Гімалаях. Лаштує сідала серед скелястих круч, в щілинах серед каміння і нависаючої рослинності.

## Загрози та охорона
Цей вид знаходиться під загрозою через вирубки лісу, як правило, в результаті лісозаготівель і перетворення земель для сільськогосподарського використання, видобутку корисних копалин. Також під загрозою через полювання в лікувальних цілях. Цей вид не був записаний в охоронних територіях.